# Везань
Везань (Возань) — река в России, протекает в Солигаличском и Буйском районах Костромской области. Устье реки находится в 84 км по правому берегу реки Шачи. Длина реки составляет 13 км.
Исток реки в лесах на Галичской возвышенности в 33 км к юго-западу от Солигалича. Река течёт на юг, в среднем течении рядом с рекой деревни Горка и Залесье. Впадает в Шачу у деревни Сальниково.

## Данные водного реестра
По данным государственного водного реестра России относится к Верхневолжскому бассейновому округу, водохозяйственный участок реки — Кострома от истока до водомерного поста у деревни Исады, речной подбассейн реки — Волга ниже Рыбинского водохранилища до впадения Оки. Речной бассейн реки — (Верхняя) Волга до Куйбышевского водохранилища (без бассейна Оки).
Код объекта в государственном водном реестре — 08010300112110000012304.